# Васютино (муниципальный округ Егорьевск)
Васю́тино — деревня в муниципальном округе Егорьевск Московской области России. 

## География
Деревня Васютино расположена в северо-западной части муниципального округа Егорьевск, примерно в 3 километрах к юго-западу от города Егорьевск. По западной окраине деревни протекает река Медведка. Высота над уровнем моря 148 метров.

## Название
В письменных источниках деревня упоминается как Спирова (1577 год), Спирово, Васютино тож (1627 год). С начала XIX века название Васютино стало единственным.
Название Спирово и Васютино связано с календарными личными именами Спиридон (разг. форма Спир) и Василий.

## История
Около 1845 года помещик Васильев купил в деревне Васютино 5 дворов и выселил крестьян за 1/4 версты (около 500 метров). В 1872 году после пожара крестьяне деревни Васильева перешли на новые места, ближе к Васютино. После 1861 года обе деревни вошли в состав Бережковской волости Егорьевского уезда. Приход находился в городе Егорьевске (церковь во имя мученика Никиты).
В 1926 году деревни обозначены как Васютино Новое и Старое,  входили в Агрызковский сельсовет Егорьевской волости Егорьевского уезда. Впоследствии обе деревни слились в одну.
До 1994 года Васютино входило в состав Ефремовского сельсовета Егорьевского района, а в 1994—2006 годы — Ефремовского сельского округа.
До 2015 года входит в состав городского поселения Егорьевск.
В 2015 году вошла в состав городского округа Егорьевск, образованного в том же году путем упразднения Егорьевского района и объединения всех его поселений в единый городской округ.

## Демография
В 1905 году в деревне проживало 76 человек (39 мужчин, 37 женщин), в 1926 году — 137 человек (70 мужчин, 67 женщин). По переписи 2002 года — 23 человека (9 мужчин, 14 женщин). Население — 41 человек (2010).
| 1859 | 1868 | 1885 | 1905 | 1926 | 2002 | 2006 |
| ---- | ---- | ---- | ---- | ---- | ---- | ---- |
| 43   | ↗55  | ↗122 | ↘76  | ↗137 | ↘23  | ↗27  |
| 2010 |      |      |      |      |      |      |
| ↗41  |      |      |      |      |      |      |